# 399
El 399 (CCCXCIX) fou un any comú començat en dissabte del calendari julià.

## Esdeveniments
- 27 de novembre - el Vaticà (Roma): el conclave proclama Anastasi I com papa.[1]

## Naixements
- 19 de gener: Augusta Aelia Pulcheria, imperadriu de l'Imperi Romà d'Orient , mort el 453[2]

## Morts
- 7 de febrer: Nintoku, emperador del Japó[3]